# Lord of Mann

Wappen der Insel Man

Lord of Mann oder Lord of Man (Manx: Çhiarn Vannin) ist der Titel von Charles III., dem Monarchen des Vereinigten Königreichs, als Lord Proprietor und Staatsoberhaupt der Isle of Man. Der lateinische Titel lautet „Dominus Manniae“.

## Schreibweise
Der vollständige Inselname wird auf Englisch heute nur mit einem „n“ geschrieben. Von amtlicher Seite findet sich für den Titel sowohl die Schreibweise mit einem „n“ als auch mit zwei „n“.

## Geschichte
Die Isle of Man kam 1266 mit dem Frieden von Perth unter schottische Herrschaft, nachdem sie vorher zum norwegischen Königreich der Inseln gehört hatte. Nach dem Tod des schottischen Königs Alexander III. 1285 geriet die Herrschaft über die Isle of Man im Machtkampf um die schottische Krone unter den Einfluss der englischen Könige Eduard I. und nach ihm Eduard II., die ab 1290 verschiedene Adlige mit der Lordship of Man belehnten. Die Hoheit über die Insel wechselte verschiedentlich wieder zu den Königen Schottlands, so von 1313 bis 1333, als die Earls of Moray mit ihr belehnt waren. Nach der entscheidenden Schlacht bei Halidon Hill 1333 löste Eduard III. (England) die Insel endgültig aus der schottischen Oberhoheit. Fortan machten die englischen Könige wiederum verschiedene englische Adlige zu Lords of Man. Besonders lange dauerte die Herrschaft der Familie Stanley, Earls of Derby, die seit der Belehnung durch Heinrich IV. 1405 mit wenigen Unterbrechungen für Jahrhunderte andauerte. In der Regierungszeit Heinrichs VIII. änderte Thomas III. Stanley den Titel von King of Mann zu Lord of Mann; formell hatte bis dato die Insel als eigenes Königreich gegolten. Die Herrschaft wechselte im 17. Jahrhundert von den Stanleys zu den Dukes of Atholl, die britische Krone eignete sich aber immer mehr Regalien wieder an, bis sie 1765 wieder die vollständige Oberhoheit über die Insel erreichte. Fortan belieh der britische Monarch nicht mehr einen Adligen mit dem Titel des Lord of Man, sondern behielt diese Herrschaft in eigenen Händen, vermutlich um die verbreitete Schmuggelei auf der Insel besser kontrollieren zu können, sodass Georg III. der erste Lord of Man in Personalunion mit der britischen Krone war. Bis heute haben die britischen Monarchen diesen Titel inne und lassen die Insel von Vizegouverneuren verwalten.

## Heutige Verwendung
Unabhängig vom Geschlecht lautet der Titel heute „Lord“; Königin Victoria herrschte hingegen noch als „Lady of Mann“. 
Der Titel kann korrekterweise nicht alleinstehend verwendet werden. Der Lord of Mann (und ehemals König von Mann) steht in einem Lehnsverhältnis zur Krone des Vereinigten Königreiches (vor 1801 Großbritanniens und vor 1707 Englands) und ist nur durch die Personalunion mit der britischen Krone souverän. Der förmliche Toast auf der Isle of Man wurde daher auf Den König, Lord of Mann ausgebracht.

## Belege
1. ↑  Tynwald of Today. (Memento vom 9. Juni 2010 im Internet Archive) In: Tynwald – The Parliament of the Isle of Man. Archivierte Version vom 9. Juni 2010; Isle of Man. In: Royal.gov.uk, abgerufen am 20. Mai 2015.
2. ↑  Isle of Man Government: Tynwald Day. In: Isle of Man Government Website. Archiviert vom Original (nicht mehr online verfügbar) am 19. August 2004; abgerufen am 14. Januar 2009.  Info: Der Archivlink wurde automatisch eingesetzt und noch nicht geprüft. Bitte prüfe Original- und Archivlink gemäß Anleitung und entferne dann diesen Hinweis.
3. ↑  The Queen visits the Isle of Man. In: Royal Insight (auf der Seite des britischen Königshauses). Abgerufen am 14. Januar 2009.
4. ↑  Zur Geschichte siehe James Robinson: History. (Memento des Originals vom 24. April 2015 im Internet Archive)  Info: Der Archivlink wurde automatisch eingesetzt und noch nicht geprüft. Bitte prüfe Original- und Archivlink gemäß Anleitung und entferne dann diesen Hinweis. In: Isle of Man Courts of Justice. 2009, aktualisiert am 16. Oktober 2014.
5. ↑  Isle of Man. In: Royal.gov.uk.